# Básti István
Básti István (Salgótarján, 1944. szeptember 19. –) olimpiai bajnok labdarúgó.

## Pályafutása
Szegény salgótarjáni család gyermeke volt. Anyja varrónő, édesapja acélgyári munkás, akit izgatás miatt letartóztattak. A tehetséges fiatalt 1958-ban igazolta le a helyi csapat, a Salgótarjáni Bányász. 1963-tól a felnőtt csapat tagja volt, és 1964-ben mutatkozott be a magyar élvonalban, ahol 1977-ig 310 mérkőzésen lépett pályára, melyeken 52 gólt szerzett. Tagja volt az 1968-ban olimpiai bajnok magyar válogatottnak, egy mérkőzésen lépett pályára, a ghánaiak ellen. Az 1972-es olimpiai csapatnak is tagja volt, de nem lépett pályára. Részese volt az SBTC az 1971–72-es idényben bajnoki bronzérmet szerzett csapatának. A magyar válogatottban a későbbiekben már nem kapott bizonyítási lehetőséget. Labdarúgó pályafutása után fogtechnikusként dolgozott.

## Sikerei, díjai
- A Magyar Érdemrend tisztikeresztje (2020)[1]

- Olimpiai játékok
  - aranyérmes: 1968, Mexikóváros
- Magyar bajnokság
  - 3.: 1971–72
- Magyar Népköztársasági Kupa (MNK)
  - döntős: 1967

## Statisztika

### Mérkőzései a válogatottban
| Magyarország | Magyarország      | Magyarország                       | Magyarország | Magyarország | Magyarország | Magyarország         | Magyarország | Magyarország |
| #            | Dátum             | Helyszín                           | Hazai        | Eredmény     | Vendég       | Kiírás               | Gólok        | Esemény      |
| ------------ | ----------------- | ---------------------------------- | ------------ | ------------ | ------------ | -------------------- | ------------ | ------------ |
|              | 1968. október 13. | Guadalajara, Estadio Jalisco (MEX) | Magyarország | 4 – 0        | Salvador     | olimpiai C csoport   | -            | 70'          |
|              | 1968. október 15. | Guadalajara, Estadio Jalisco (MEX) | Magyarország | 2 – 2        | Ghána        | olimpiai C csoport   | -            | 69'          |
|              | 1968. október 17. | Guadalajara, Estadio Jalisco (MEX) | Magyarország | 2 – 0        | Izrael       | olimpiai C csoport   | -            |              |
|              | 1968. október 20. | Guadalajara, Estadio Jalisco (MEX) | Magyarország | 1 – 0        | Guatemala    | olimpiai negyeddöntő | -            | 72'          |
|              | Összesen          |                                    |              | 0            | mérkőzés     |                      | 0            | gól          |